# The Galaxy Express 999
Singles de Godiego
Haruka na Tabi e
(1979) Holy & Bright
(1979)
The Galaxy Express 999 (銀河鉄道999（スリーナイン）, Ginga Tetsudō Surī Nain) est le 11e single du groupe de rock japonais Godiego. La chanson a été composée par le chanteur Godiego Yukihide Takekawa et arrangée par le claviériste Godiego Mickie Yoshino. Comme de nombreuses chansons Godiego, il est à la fois en japonais et en anglais; les paroles en anglais ont été écrites par Yōko Narahashi et les paroles en japonais ont été écrites par Keisuke Yamakawa. La chanson atteint le #2 dans les charts Oricon et a été la chanson #1 sur les dix meilleurs pendant sept semaines. 
Pour le différencier de la chanson thème de l'anime éponyme qui porte le même nom en japonais, il est souvent appelé par son titre anglais, qui est stylisé ainsi : THE GALAXY EXPRESS 999.

## Liste des chansons
1. The Galaxy Express 999
2. Taking Off!

## Albums
- Magic Capsule
- Godiego Hit Special
- W Deluxe
- Godiego The Best All English Songs
- 15th Anniversary Godiego Box
- Godiego Great Best (éditions japonaise et anglaise)
- Galaxy Express 999: Eternal Edition File No.7&8
- Galaxy Express 999: Song Collection

## Versions reprise
Plusieurs groupes et artistes ont repris la chanson depuis sa sortie en 1979. Il a été inscrit sur Animetal Marathon VI de Animetal, Enson2 de Masaaki Endoh, et Exile Catchy Best de Exile avec verbal de M-Flo.